# Aphyonidae

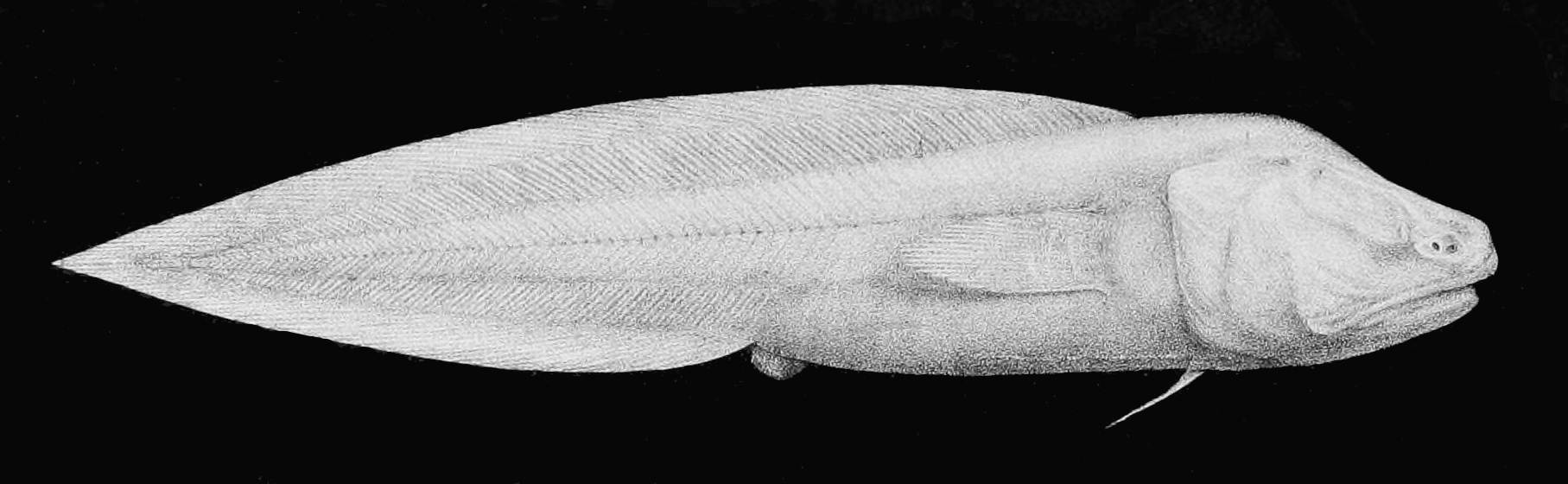
Aphyonus gelatinosus

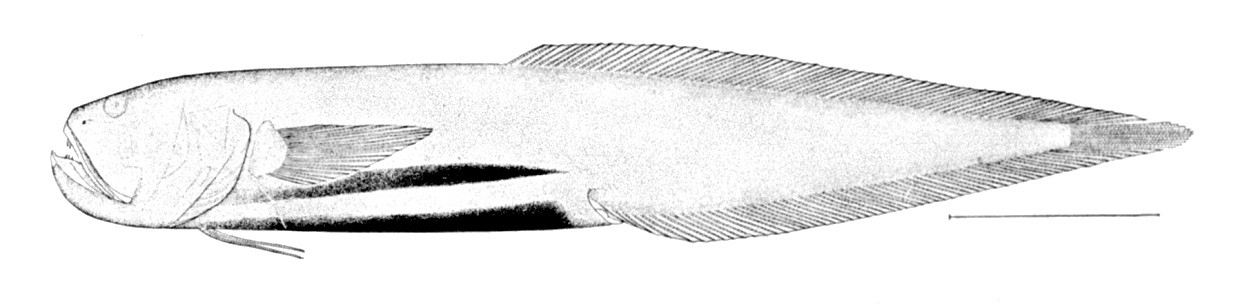
Barathronus bicolor

Gli Aphyonidae sono una famiglia di pesci ossei abissali appartenenti all'ordine Ophidiiformes.

## Distribuzione e habitat
Sono presenti in tutti gli oceani ma sono sconosciuti nel mar Mediterraneo. Sono pesci abissali, quasi tutte le specie sono state catturate sotto i 700 metri di profondità e fino a molte migliaia.

## Descrizione
L'aspetto di questi pesci è anguilliforme come quello di quasi tutti gli Ophidiiformes, specie quelli abissali. La pinna dorsale (che ha la sua origine abbastanza indietro, posteriormente alle pinne pettorali), la pinna caudale e la pinna anale sono unite in un'unica pinna pari mediana. Le pinne ventrali sono ridotte a un solo raggio e in alcune specie mancano del tutto. Sono assenti sia le scaglie che la vescica natatoria. Gli occhi sono rudimentali.
Barathronus maculatus raggiunge i 18 cm ed è la specie più grande. Molti Aphyonidae misurano solo pochi centimetri..

## Biologia
Ignota. Mostrano alcuni caratteri neotenici.

## Specie
- Genere Aphyonus
  - Aphyonus bolini
  - Aphyonus brevidorsalis
  - Aphyonus gelatinosus
  - Aphyonus rassi
- Genere Barathronus
  - Barathronus affinis
  - Barathronus bicolor
  - Barathronus bruuni
  - Barathronus diaphanus
  - Barathronus maculatus
  - Barathronus multidens
  - Barathronus pacificus
  - Barathronus parfaiti
  - Barathronus solomonensis
  - Barathronus unicolor
- Genere Meteoria
  - Meteoria erythrops
- Genere Nybelinella
  - Nybelinella brevidorsalis
  - Nybelinella erikssoni
- Genere Parasciadonus
  - Parasciadonus brevibrachium
  - Parasciadonus pauciradiatus
- Genere Sciadonus
  - Sciadonus cryptophthalmus
  - Sciadonus galatheae
  - Sciadonus jonassoni
  - Sciadonus pedicellaris[2]